# اچ‌دی ۱۷۷۸۰۸
اچ‌دی ۱۷۷۸۰۸ یک ستاره است که در صورت فلکی شلیاق قرار دارد.